# Bürkert
Virksomheden Bürkert Fluid Control Systems (Christian Bürkert GmbH & Co. KG) er en tysk producent af procesmålings- og kontrolsystemer til væsker og gasser med hovedkvarter i byen Ingelfingen i Hohenlohekreis i delstaten Baden-Württemberg. Historien om virksomheden Bürkert begyndte i 1946. Grundlæggeren Christian Bürkert fik ideen til at udvikle og producere innovative produkter til datidens elementære behov. Historien begyndte med temperaturregulatorer til kogeapparater, fodvarmeplader og komfurer. 
Bürkert er udover en af Verdens førende producenter af ventiler også en stor spiller på markedet hvad angår sensorer til måling af væsker og gasser. I sensor programmet findes bl.a. sensorer til måling af niveau, flow, mængder, tryk samt analyse af vandkvalitet.
Segmenter
- Vand
- Gas
- Hygiejne
- Mikro